# Piątek, trzynastego (film 1980)
Piątek, trzynastego (ang. Friday the 13th, 1980) – amerykański filmowy horror z podgatunku slasher, jeden z najpopularniejszych slasherów powstałych w latach osiemdziesiątych. Zapoczątkował serię filmową, na którą do 2009 roku złożyło się dwanaście tytułów.
Wielokrotnie krytykowany za banalność przekazu, dziś uznawany za klasykę gatunku, głównie dzięki efektom specjalnym Toma Saviniego i ścieżce dźwiękowej Harry’ego Manfrediniego. Głównym negatywnym bohaterem pierwszej części Piątku, trzynastego jest Pamela Voorhees, matka tragicznie zmarłego przed laty Jasona, która mści się za śmierć syna na każdym, kto przekroczy teren obozu nad Crystal Lake.
W roku 1987 Simon Hawke wydał nowelizację fabuły filmu, a w 2009 roku powstał reboot filmu w reżyserii Marcusa Nispela.

## Fabuła
Film rozpoczyna się wczesnym latem 1958 roku. Nastoletnia para opiekunów z obozu wakacyjnego wymyka się z domku kempingowego i udaje się w kierunku stodoły, by tam uprawiać seks. Zanim dwójka rozbiera się do naga, niewidoczny oprawca najpierw dźga chłopaka nożem w brzuch, a następnie morduje również dziewczynę.
Następnie akcja przenosi się na piątek, trzynastego czerwca czasu obecnego, tj. 1979 roku. Młoda dziewczyna, imieniem Annie (Robbi Morgan), odwiedza przydrożny bar i pyta obsługę, jak dojść do obozowiska nad jeziorem Crystal, czym szokuje pracowników i gości miejsca. Ralph (Walt Gorney), miejscowy dziwak, dowiedziawszy się o reaktywacji kempingu, informuje Annie o klątwie krążącej nad terenem. Annie zostaje wszak udzielona pomoc i kierowca jeepa, którego twarz nie jest widoczna, podwozi ją nad Crystal Lake. W trakcie drogi Annie niepokoi fakt, że kierowca gwałtownie przyspiesza. Dziewczyna wyskakuje z samochodu, lecz kierowca rusza za nią. W głębi lasu dopada dziewczynę i morduje ją nożem łowieckim.
Na kempingu inni opiekunowie – Marcie (Jeannine Taylor), Jack (Kevin Bacon), Brenda (Laurie Bartram), Bill (Harry Crosby), Ned (Mark Nelson) i Alice (Adrienne King), wraz z właścicielem obozu Steve’em Christym (Peter Brouwer), odnawiają poszczególne domki mieszkalne i doprowadzają teren do gotowości. Nikt nie zauważa tajemniczego zniknięcia Neda. Wraz z pojawieniem się na niebie zachmurzeń, Steve wyjeżdża do pobliskiego sklepu. Niezidentyfikowany morderca pojawia się wówczas na kempingu i zaczyna dokonywać zbrodni. Jack zostaje zabity w łóżku, po odbyciu stosunku płciowego z Marcie. Jego dziewczyna ginie w toalecie, uderzona siekierą w głowę. Zabójca morduje Steve’a po jego powrocie. Alice zdaje się słyszeć krzyki Brendy z obozowej strzelnicy, więc wraz z Billem wybiera się do pokoju dziewczyny, by sprawdzić, czy wszystko jest w porządku. W łóżku Brendy zostaje znaleziona zakrwawiona siekiera. Po próbie wezwania policji, okazuje się, że linie telefoniczne są przecięte. Również samochody nie chcą ruszyć z miejsca, uziemiając bohaterów nad Crystal Lake. Gdy w całym kempingu gasną światła, Bill decyduje coś z tym zrobić. Po pewnym czasie Alice, wyraźnie zaniepokojona opóźniającym się powrotem chłopaka, wyrusza na jego poszukiwania. Znajduje jego ciało przybite kilkunastoma strzałami do drzwi jednego z domków. Przerażona, wbiega do domku i ukrywa się. Po kilku sekundach ciszy, przez okno zostają wrzucone zwłoki Brendy.
Usłyszawszy przyjazd samochodu, Alice wybiega na zewnątrz, myśląc, że to Steve. Z samochodu wysiada tajemnicza kobieta w średnim wieku, która przedstawia się jako pani Voorhees (Betsy Palmer), stara przyjaciółka Christych. Alice próbuje opowiedzieć kobiecie o morderstwach, lecz ta wyjaśnia, że jest matką Jasona, chłopca, który w 1957 roku utonął w pobliskim jeziorze. Snując tragiczną opowieść, pani Voorhees obwinia parę opiekunów, którzy wówczas, gdy jej syn umierał, uprawiali seks. Nagle kobieta wyciąga zza pazuchy nóż i rusza z nim na Alice, krzycząc beznamiętnie „Spójrz, co mu zrobiłaś!”. Po długim pościgu i odkryciu zwłok Annie i Steve’a, podczas finałowej walki, Alice dekapituje psychopatkę jej własną maczetą.
Alice budzi się z rana, w kajaku, na środku jeziora. Oczekując na nadchodzącą pomoc, zostaje wciągnięta do jeziora przez Jasona Voorheesa (Ari Lehman), którego korpus wydobywa się spod tafli wodnej. Następnie dziewczyna powraca do przytomności w szpitalu. Policjant informuje ją, że została wyciągnięta z jeziora. Dowiaduje się też, że wszyscy jej towarzysze nie żyją.

## Bohaterowie
- Pamela Voorhees – w tym filmie właściwie określana mianem „pani Voorhees”; jej imię ujawniono dopiero w czwartej części serii. Jest czarnym charakterem filmu, matką Jasona Voorheesa, która, mszcząc się za przedwczesną śmierć syna, od lat wymierza sprawiedliwość własną miarą i morduje intruzów nad Crystal Lake. Jest schizofreniczką i skrajną psychopatką. W noc z piątku, 13 czerwca, na sobotę 14 czerwca 1979 roku, po uprzednim zabiciu siedmiu osób, zostaje zdekapitowana przez Alice Hardy.

- Alice Hardy – główna bohaterka filmu, tzw. filmowa final girl. Jest utalentowaną malarką oraz jednym z siedmiu pomocników, zatrudnionych przez przedsiębiorcę Steve’a Christy do odnowy kempingu nad jeziorem Crystal Lake. Wieczorem w piątek, 13 czerwca 1979 roku, jej nastoletni koledzy zostają zamordowani, jeden po drugim. Sama Alice niemalże ginie z rąk sprawczyni zbrodni, pani Voorhees, lecz ostatecznie sama ją pokonuje, zabijając ją przez dekapitację. W ostatniej scenie filmu trafia do szpitala, uprzednio doświadczając halucynacji związanych z synem pani Voorhees, Jasonem, i zostaje jedyną ocalałą w filmie.

- Marcie Cunningham – jedna z pracowniczek nastoletniej ekipy pomocniczej, wynajętej przez Steve’a Christy. Jest najseksowniejszą dziewczyną na Camp Crystal Lake, partnerką Jacka Burrella, z którym pojawia się na miejscu, a także przyjaciółką Neda Rubensteina. Nie stroni od dobrej zabawy i seksu, w rezultacie łamie tzw. „reguły horroru” (termin wprowadzony przez znawców gatunku) i zostaje zamordowana.
- Jack Burrell – nastoletni pracownik ekipy remontującej Camp Crystal Lake. Jest chłopakiem Marcie Cunningham oraz dobrym przyjacielem Neda Rubensteina. Ma długie blond włosy i przenikliwe spojrzenie. Podobnie jak jego dziewczyna, ginie, zamordowany wczesnym wieczorem w piątek, 13 czerwca 1979 roku.
- Bill – bohater filmu, członek ekipy wynajętej przez Steve’a Christy, by odnowić Camp Crystal Lake. Nic konkretnego o postaci nie jest wiadome; zdaje się być niewiele starszy od swoich współpracowników, a także zdaje się szczególną uwagę (z wzajemnością) poświęcać Alice Hardy. Zostaje zamordowany przez panią Voorhees jako ostatni z mężczyzn, pozostawiając Alice w sidłach psychopatki.
- Brenda – bohaterka filmu, jedna z siedmiu nastolatków, wynajętych przez przedsiębiorcę Steve Christy do odnowy Camp Crystal Lake. Atrakcyjna ciemna blondynka, która staje się obiektem adoracji Neda Rubensteina. Sprawia wrażenie najbardziej inteligentnej bohaterki filmu. Późnym wieczorem w piątek, 13 czerwca 1979 roku, po opuszczeniu Billa i Alice i powrocie do swojego domku, zostaje podstępnie zwabiona i zamordowana przez panią Voorhees. Jej zwłoki znajduje Alice Hardy.
- Ned Rubenstein – przyjaciel Jacka Burrella i jego dziewczyny Marcie Cunningham, który wraz z nimi przyjeżdża do Camp Crystal Lake, by wziąć udział w generalnym remoncie placówki. Obiekt swoich upodobań odnajduje w innej z członków ekipy remontowej, Brendzie. Ginie jako pierwszy z nastolatków, którzy docierają do Camp Crystal Lake.
- Annie Phillips[5] – nastoletnia dziewczyna, która zostaje wynajęta przez Steve’a Christy do pracy w Camp Crystal Lake w charakterze kucharki. Skora do pomocy, sympatyczna i entuzjastycznie nastawiona do życia, uwielbia dzieci. Gdy dociera do Crystal Lake, udzielona zostaje jej pomoc od mężczyzny, który podwozi ją w połowie trasy we wskazane miejsce. Dalszą trasę pokonuje z panią Voorhees, która ostatecznie okazuje się być wyrachowaną psychopatką i podrzyna jej gardło po krótkim pościgu.
- Steve Christy – przedsiębiorca, który wykupuje teren Camp Crystal Lake, stojący bez użytku od blisko dwudziestu lat. Pomimo opowieści mieszkańców okolicznych osad o fatum krążącym nad placówką, pojawia się w niej wraz z siódemką wynajętych przez siebie nastolatków-pomocników w remontach, oczekując ósmej członkini ekipy – kucharki Annie. Wieczorem, 13 czerwca 1979 roku, w dniu przyjazdu na miejsce, ginie od noża pani Voorhees, po powrocie z miasta. Jego zwłoki, oraz zwłoki Annie, Brendy i Billa, odnajduje jedyna ocalała, Alice, z którą Steve zdaje się tkwić w relacji bardziej niż przyjacielskiej.
- Szalony Ralph – jest mężczyzną mieszkającym w okolicach Crystal Lake, podstarzałym alkoholikiem, powszechnie uważanym za chorego psychicznie. Ostrzega najpierw Annie, a następnie pozostałych bohaterów, że miejsce, które obrali na teren pracy, jest terenem przeklętym. Camp Crystal Lake nazywa „Obozem Krwi” i termin ten zostaje użyty w sequelu filmu. Uważa się za zesłanego przez Boga, by ostrzegać przed zagrożeniem czyhającym nad Crystal Lake; ciągle powtarza: „Jesteście przeklęci. Wszyscy jesteście przeklęci!”.

- Barry i Claudette – nastoletnia para opiekunów dzieci w Camp Crystal Lake w 1958 roku. Po ukryciu się w kempingowej stodole i wszczęciu stosunku płciowego, zostają zamordowani przez Panią Voorhees – najpierw Barry (zadźgany nożem), a następnie Claudette (poza ekranem).
- Jason Voorhees – tragicznie zmarły w wieku lat jedenastu syn Pameli Voorhees. Jest głównym negatywnym bohaterem serii, lecz w tym filmie występuje jako element halucynacji Alice Hardy.

## Obsada

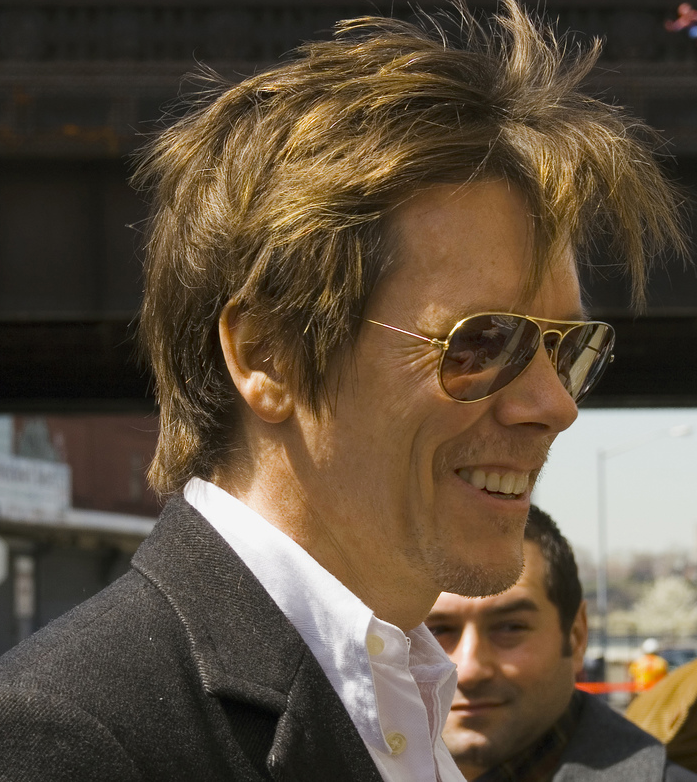
Postać Jacka Burrella w Piątku, trzynastego była jedną z pierwszych nieepizodycznych ról w karierze uznanego dziś Kevina Bacona (na zdj.).

| Rola              | Aktor           |
| ----------------- | --------------- |
| Pamela Voorhees   | Betsy Palmer    |
| Alice Hardy       | Adrienne King   |
| Bill              | Harry Crosby    |
| Brenda            | Laurie Bartram  |
| Marcie Cunningham | Jeannine Taylor |
| Jack Burrell      | Kevin Bacon     |
| Ned Rubenstein    | Mark Nelson     |
| Annie Phillips    | Robbi Morgan    |
| Steve Christy     | Peter Brouwer   |
| Szalony Ralph     | Walt Gorney     |
| Claudette         | Debra S. Hayes  |
| Barry             | Willie Adams    |
| Jason Voorhees    | Ari Lehman      |

## Historia filmu
Film, którego tytuł pierwotnie miał brzmieć Long Night at Camp Blood (Długa noc w Krwawym Obozie), powstał na fali sukcesu horroru Johna Carpentera Halloween (1978) za jedynie pięćset pięćdziesiąt tysięcy dolarów, lecz jego właściwą inspiracją był Krwawy obóz (1971), uznawany za pierwszy oficjalny slasher. Cunningham chciał, by film był szokujący, wizualnie olśniewający oraz by widz, oglądając go, podskakiwał ze strachu na siedzeniu. Scenarzystą filmu został Victor Miller, znany wówczas ze swojej pracy przy skryptach popularnych oper mydlanych takich jak Guiding Light, Wszystkie moje dzieci czy Tylko jedno życie. Miller stworzył scenariusz, którego czarnym charakterem została pewna pozornie przeciętna rodzicielka – w rzeczywistości matka-morderczyni, schizofreniczka, której jedyną motywacją do popełniania zbrodni jest miłość do utraconego dziecka. „Pani Voorhees była matką, którą zawsze chciałem mieć – matką, która gotowa jest zabić w zemście za swoje dziecko”, – wyznał Miller podczas jednego z wywiadów. Scenarzysta nie krył niezadowolenia z powodu decyzji twórców kolejnych części serii o uczynieniu mordercy z postaci Jasona Voorheesa.
Choć chłodno przyjęty przez krytyków filmowych, projekt Cunninghama zainkasował 39,7 milionów w samych tylko amerykańskich kinach, plasując się na wysokich pozycjach w zestawieniu box office’u i stał się jednym z najbardziej dochodowych slasherów w historii kinematografii. Sukces finansowy Piątku, trzynastego przyczynił się też do długofalowej kontynuacji wątku morderstw nad jeziorem Crystal Lake, a mianowicie do powstania popularnej serii filmowej, liczącej sobie obecnie dwanaście filmów.
Warto wspomnieć, iż w momencie swojego kinowego debiutu Piątek, trzynastego był filmem nad wyraz brutalnym i szokującym, ze względu na sceny oryginalnych uśmierceń bohaterów. Reżyser wyznał jednak w jednym z wywiadów:

Nie jestem fanem brutalnych, brzydkich horrorów. Nie lubię ich i nie cieszą się one moim poważaniem.

### Plan zdjęciowy
Zdjęcia powstawały w okresie od 4 września do 3 października 1979 roku. Za plener atelierowy twórcy obrali stan New Jersey, konkretnie gminy Blairstown, Hope i Hardwick. Większość ujęć zrealizowano na terenie Camp Nobebosco, obozu dla skautów przy 11 Sand Pond Road (Blairstown). Finalną scenę nakręcono w miejscowości Freehold.

### Recenzje
Film był wielokrotnie krytykowany, uznawano go za głupi i pozbawiony znamienia spektakularności; takie opinie pojawiały się głównie wśród krytyków-zwolenników kina artystycznego, którzy projekt Seana S. Cunninghama mieszali z błotem. Niedługo po wypuszczeni filmu do dystrybucji, krytyk filmowy Gene Siskel określił Cunninghama mianem „najpodlejszej kreatury atakującej rynek filmowy”. W swojej recenzji zamieścił także prywatny adres zamieszkania aktorki Betsy Palmer, a następnie zachęcał innych recenzentów, by w listach wysyłanych pod adres wyrażali swoją pogardę wobec filmu. Na przestrzeni lat, gdy Piątek, trzynastego stał się filmem kultowym i klasykiem wśród slasherów, a jednocześnie jednym z pierwszych i najbardziej udanych przedstawicieli tego nurtu, zaczęto dostrzegać w nim plusy i film niejednokrotnie zdobywał przychylne recenzje.
Z dobrym przyjęciem nie spotkały się jednak wśród krytyków popisy aktorskie obsady. Na niepochlebne opinie krytyki wpływał fakt, że większość aktorów filmu to debiutanci lub artyści ze znikomym doświadczeniem. Zdolności aktorskie obsady nie zostały ciepło przyjęte przez fachowców, a gwiazda filmu Betsy Palmer została za swoją rolę nominowana do Złotej Maliny podczas pierwszej ceremonii przyznawania tych nagród, która odbyła się w marcu 1981 roku.
Jedną z najmocniejszych stron filmu jest muzyka Harry’ego Manfredini, który po współpracy przy pierwszej części, stał się nadwornym kompozytorem serii, tworząc dla twórców kolejnych filmów – wszystkich poza częścią ósmą – Jason zdobywa Manhattan (1989), i crossoverem Freddy kontra Jason (2003). Pozytywnie przyjęta ścieżka dźwiękowa Manfrediniego do filmu została zainspirowana twórczością artystyczną Krzysztofa Pendereckiego.
Film znalazł się na piętnastej pozycji listy 100 Greatest Scaries Moments według brytyjskiej stacji Channel 4. W notowaniu nowojorskiej stacji Bravo 100 Scariest Movie Moments film uplasował się na miejscu 31. za swoją sekwencję finałową.

Trudno jest znaleźć fana horroru, który nie widziałby tego obrazu. „Piątek trzynastego” jest jednym z najbardziej znanych i kasowych filmów grozy. (...) Najmocniejszą stroną „Piątku” jest niesamowita atmosfera, dzięki której widz ma wrażenie, że nadciąga coś złego, ale jeszcze nie wiadomo, co to jest. Ciemność, burza, małomiasteczkowy klimat, zawodzenie dziecka i muzyka (Harry Manfredini) tworzą razem niezapomniane wrażenia. (...) Dobrej jakości efekty specjalne typu make-up autorstwa Toma Savini'ego dopełniają dzieła (...). W swojej klasie ten film przeszedł już dawno do klasyki, co nie oznacza, że nie ma kilku wpadek. (...) „Piątek trzynastego”, mimo pewnego rozwoju slasherów, nie odbiega od nich swoją konstrukcją i pomysłami. Można powiedzieć, że upływ czasu dodaje mu blasku, który będzie świecił się jeszcze przez wiele lat. (...)

Albert Nowicki (His Name Is Death) pisał: „Efekty specjalne, wykonane przez jednego z geniuszy charakteryzacji, Toma Saviniego, stanowią esencję tak filmu, jak i późniejszej serii − krwawa jatka przyciąga wzrok i mrozi krew w żyłach. Gardła szlachtowane są w rytm muzyki autorstwa Harry’ego Manfrediniego, bazującej w dużej mierze na utworach Bernarda Herrmanna oraz Krzysztofa Pendereckiego. Do pierwszego Piątku wracać można po wielokroć. Od ponad trzydziestu lat film nie postarzał się ani trochę, a nawet nabrał możliwie bardziej grindhouse'owego stylu.”

### Zyski
Zyski z wprowadzenia filmu do dystrybucji były satysfakcjonujące dla twórców. Piątek, trzynastego zadebiutował na ekranach kin amerykańskich 9 maja 1980 roku, będąc zaprezentowanym w tysiącu stu kinach. W pierwszy weekend wyświetlania filmu, osiągnął przychód ze sprzedanych biletów w wysokości 5 816 321 dolarów, by ostatecznie zainkasować na terenie całych Stanów Zjednoczonych 39 754 601 USD. Uplasował się na osiemnastej pozycji filmów kinowych w USA pod względem wpływów ze sprzedaży. Światowa dystrybucja przyniosła twórcom blisko 59 700 tysięcy dolarów.

### Nawiązania
Pomijając fakt, iż Piątek, trzynastego był jednym z pierwszych oficjalnych filmowych slasherów i odcisnął swoje piętno na powstających w kolejnych latach slasherach, jest to film poniekąd historyczny, nie tyle gatunkowo, co pod względem swojej niewątpliwej kultowości. Już w cztery lata od premiery, nicią kultu osnuł go twórca dokumentalnego filmu The Making of a Horror Film, promującego horror z Edmundem Purdomem w roli głównej Don't Open Til Christmas, używając w swoim dokumencie tytułu Piątku, trzynastego. W kolejnych latach nawiązania do twórców i bohaterów filmu, plenerów, aktorów, dialogów i terminów filmowych, samego Piątku, trzynastego czy w końcu postaci Jasona Voorheesa gościły mniej lub bardziej dosłownie w amerykańskich mediach. W licznych horrorach powstających w latach osiemdziesiątych, takich jak High School Spirits (1986), Party Camp (1987) czy In the Cold of the Night (1990), bohaterowie wspominają o filmie. W pokoju bohatera filmu Carla Reinera Letni obóz (Sumer Camp, 1987) widz może ujrzeć poster klasyka Cunninghama powieszony na ścianie. Plakat horroru Uśpiony obóz 2: Smutni obozowicze (1988) ukazuje czarny charakter filmu, psychopatyczną Angelę Baker, oraz przewieszony przez jej ramię plecak ze spakowaną w nim m.in. hokejową maską Jasona (atrybut, który pojawił się dopiero w części trzeciej serii).
Słyszalny w wielu filmach i serialach, m.in. w 43. odcinku Tiny Toon Adventures pt. Best o' Plucky Duck Day czy w Strasznym filmie (2000), jest charakterystyczny dźwięk słyszany przez matkę Jasona. Slasher Jamesa Bryana z 1981 roku Nie chodź do lasu (Don't Go in the Woods... Alone) przez wielu został uznany za kopię Piątku, trzynastego. W 2006 roku powstał film otwarcie protestujący przeciwko powstawaniu remake’ów, nomen-omen zatytułowany The Remake – jego bohaterowie, noszący imiona nawiązujące do nazwisk aktorów i twórców serii (np. Adrienne do Adrienne King, Amy do Amy Steel), biorą udział w powstawaniu remake'u horroru Slaughter Camp 13; na planie zdjęciowym zaczyna dochodzić do cyklu morderstw, a akcja dzieje się w piątek, trzynastego. Najsłynniejszymi nawiązaniami pozostają popularne odcinki serialu animowanego Simpsonowie: Treehouse of Horror V oraz Treehouse of Horror IX.
W 1981 roku nakręcono komedię parodiującą projekt Cunninghama − Sobotę, czternastego (Saturday the 14th).
W październiku 2017 roku premierę miał 50-minutowy film fanowski, Never Hike Alone, w którym retrospektywnie przytoczona zostaje fabuła Piątku, trzynastego. Głównym antagonistą tego niekanonicznego, niezwiązanego oficjalnie z serią średniego metrażu jest Jason Voorhees.

## Nagrody i wyróżnienia
- 1980, International Mystery Film Festival of Cattolica:
  - nominacja do nagrody w kategorii najlepszy film (nominowany: Sean S. Cunningham)
- 1981, Razzie Awards:
  - nominacja do Złotej Maliny w kategorii najgorszy film (Sean S. Cunningham)
  - nominacja do Złotej Maliny w kategorii najgorsza aktorka drugoplanowa (Betsy Palmer)
- 2005, Satellite Awards:
  - nominacja do nagrody Golden Satellite w kategorii najlepsze specjalne wydanie DVD (za kolekcję „Friday the 13th − From Crystal Lake to Manhattan”, na którą składają się filmy 1−8 z cyklu Piątek, trzynastego)

## Wydanie filmu w Polsce
W Polsce film, choć nie przeszedł bez echa, nie odniósł spektakularnego sukcesu. Prym wiódł, podobnie jak poszczególne z jego kontynuacji, w dobie magnetowidów VHS, kiedy to slashery produkowano masowo i do Polski szturmowo sprowadzano najnowsze horrory zza Oceanu. Wszystkie filmy z serii pojawiły się na przełomie lat 80. i 90. w pirackiej dystrybucji. W 1992 roku ITI Home Video wydał legalnie pierwsze cztery części na rynek wideo. Pod koniec pierwszej połowy lat 90. filmy wyemitowała stacja Polonia 1, a w ciągu następnych lat pojawił się on na ekranach TVN 7, TVP1, Ale Kino! oraz TCM. Po roku 2002 polscy fani mogli na własność nabyć projekt na dysku DVD. Wydane zostały także poszczególne sequele. Filmy z serii trafiły również na półki wypożyczalni DVD.
Dystrybucja Piątku, trzynastego na terenie Polski:
| Dystrybutor       | Data wydania                                                                      | Format | Możliwość nabycia |
| ----------------- | --------------------------------------------------------------------------------- | ------ | ----------------- |
| ITI Home Video    | 1992                                                                              | VHS    | zakup, rental     |
| ITI Home Video    | 17 stycznia 2002                                                                  | DVD    | zakup, rental     |
| Warner Home Video | 7 listopada 2003                                                                  | DVD    | zakup             |
| Galapagos Films   | 31 lipca 2007 (edycja standardowa), 19 czerwca 2009 (dwupłytowa edycja specjalna) | DVD    | zakup, rental     |

## Slogany reklamowe filmu
- W piątek, trzynastego, zaczynają umierać okropną śmiercią, jeden... po drugim. (ang. On Friday The 13th, They Began To Die Horribly, One... By One.) – slogan z brytyjskiego trailera
- Zostali ostrzeżeni... Są przeklęci... I w piątek, trzynastego, nic ich nie ocali. (ang. They were warned... They are doomed... And on Friday the 13th, nothing will save them.)
- Zapragniesz, by był to jedynie sen... (ang. You'll wish it were only a nightmare...)
- 24 godziny koszmaru terroru. (ang. A 24 hour nightmare of terror.)
- Szczęśliwa trzynastka? Wątpię. (ang. Lucky 13? I think not.)
- Piątki nigdy już nie będą takie same. (ang. Fridays will never be the same again.)
- Od producenta Ostatniego domu po lewej nadchodzi najbardziej przerażający film wszech czasów. (ang. From the producer of Last House on the Left comes the most terrifying film of all time.)
- Możesz to zobaczyć tylko raz, ale to wystarczy. (ang. You may only see it once, but that will be enough.)